# Piotr Ikonowicz
Piotr Igor Ikonowicz (ur. 14 maja 1956 w Pruszkowie) – polski polityk, dziennikarz, działacz społeczny i na rzecz praw człowieka. Lider Polskiej Partii Socjalistycznej (1992–2001), redaktor pisma członków MRKS „Robotnik”, założyciel i przewodniczący Nowej Lewicy (2003–2011) oraz Ruchu Sprawiedliwości Społecznej (2014–2023). Poseł na Sejm II i III kadencji (1993–2001). Kandydat na urząd prezydenta RP w wyborach w 2000.

## Życiorys

### Wykształcenie, działalność zawodowa i społeczna
W 1980 ukończył studia na Wydziale Prawa i Administracji Uniwersytetu Warszawskiego, uzyskując dyplom magistra administracji. Został także absolwentem Podyplomowego Studium Instytutu Geografii i Krajów Rozwijających się (1984). Jest dziennikarzem i tłumaczem, uzyskał członkostwo w Stowarzyszeniu Tłumaczy Polskich i Stowarzyszeniu Dziennikarzy Polskich. Był także prezesem Towarzystwa Przyjaciół Dąbrowszczaków. Założyciel Kancelarii Sprawiedliwości Społecznej, udzielającej darmowych porad prawnych osobom ubogim.
Publicysta m.in. „Uważam Rze”, „Przekroju”, „Faktów i Mitów”. W 2021 został współprowadzącym (z Janem Śpiewakiem) program Lewy do lewego w portalu internetowym „wPunkt”; w tymże roku został także ekspertem w programie Wolni od długów w telewizji Polsat.

### Działalność opozycyjna w PRL
Od 1980 do 1988 należał do NSZZ „Solidarność”. W 1981 pracował jako redaktor w serwisie informacji Regionu Mazowsze „Solidarności”. 17 grudnia 1981 zatrzymany za kolportaż wydawnictw niezależnych, w styczniu 1982 skazany na karę 1,5 roku pozbawienia wolności z warunkowym zawieszeniem jej wykonania na okres próby wynoszący cztery lata oraz na grzywnę. Po ponownym rozpatrzeniu sprawy skazany na karę 1 roku pozbawienia wolności z warunkowym zawieszeniem jej wykonania na dwuletni okres próby i niższą grzywnę. W 1982 ponownie zatrzymany za organizowanie niezależnych obchodów pierwszomajowych. Internowany od 10 maja do 23 listopada 1982 w Białołęce.
Współzałożyciel pisma „Miś. Tygodnik Stanu Wojennego”, a następnie „Robotnika”, pisma członków MRKS oraz Grupy Politycznej „Robotnik”. Współorganizował miesiąc prasy zakładowej NSZZ „S”. Należał do Ruchu Wolność i Pokój.
Był wśród założycieli Polskiej Partii Socjalistycznej, wchodził w skład prezydium rady naczelnej PPS (1987–1988), był członkiem kolegialnej rady naczelnej partii PPS – Rewolucja Demokratyczna.

### Działalność publiczna w III RP

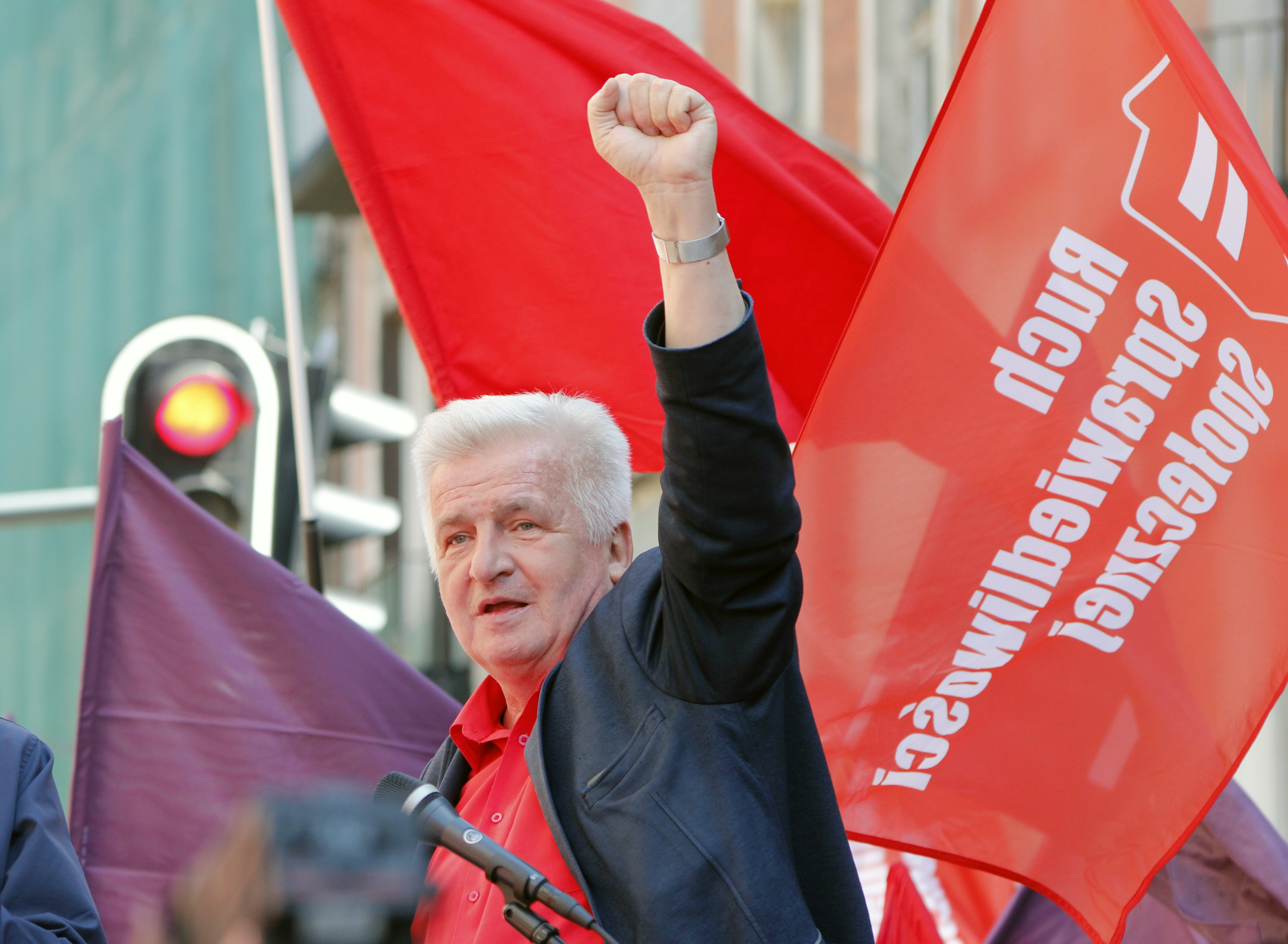
Piotr Ikonowicz w trakcie demonstracji w Łodzi (1 maja 2019)

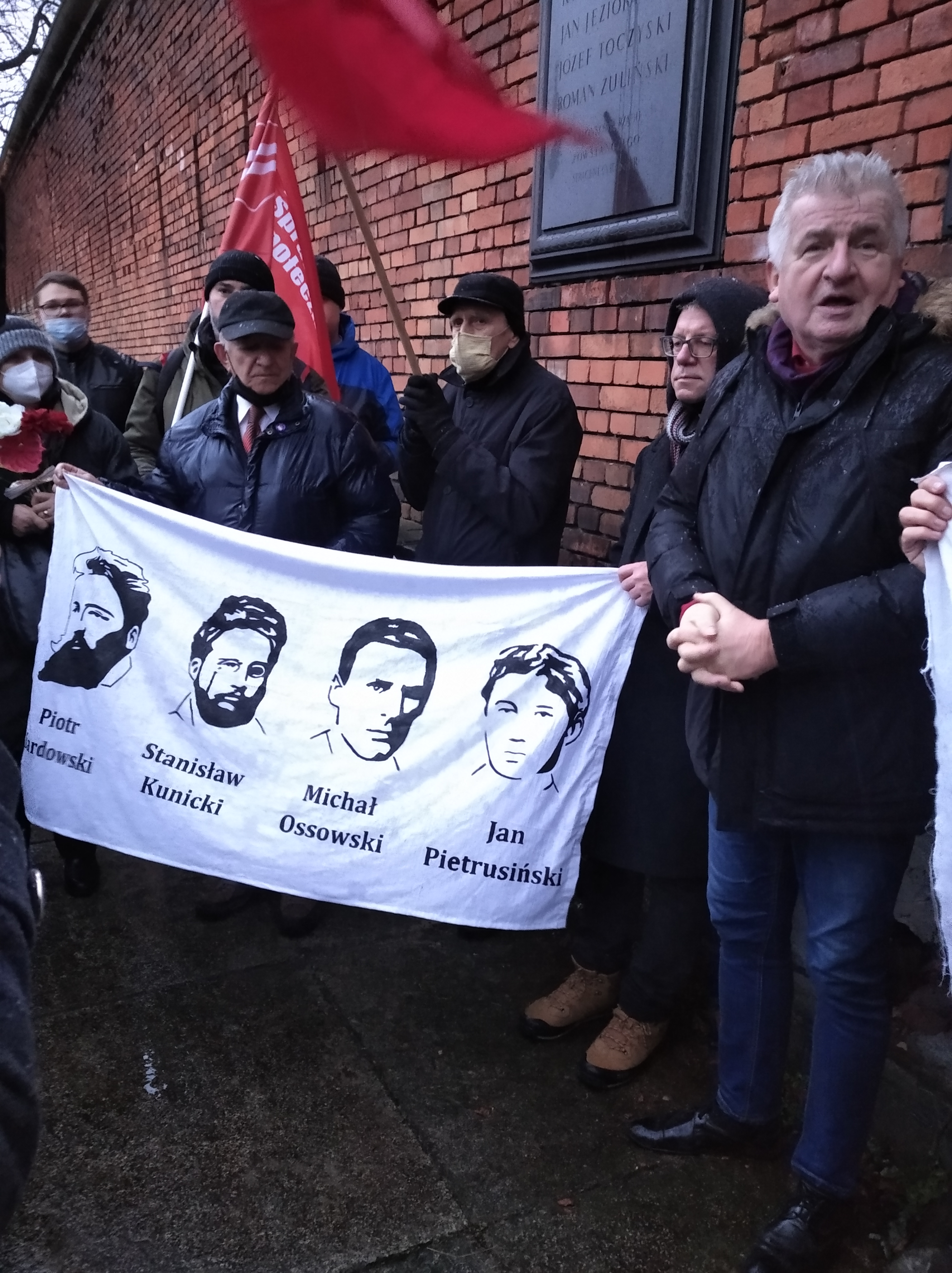
Piotr Ikonowicz przemawiający na uroczystości upamiętniającej działaczy Socjalno-Rewolucyjnej Partii „Proletariat” w Warszawie (2022)

Przewodniczył radzie naczelnej PPS w latach 1992–1996 i 1997–2001. W wyborach parlamentarnych w 1991 kandydował bezskutecznie z listy Solidarności Pracy w okręgu radomskim. W 1993 uzyskał w okręgu lubelskim mandat posła na Sejm z listy Sojuszu Lewicy Demokratycznej, uzyskując 2734 głosy. 10 marca 1994 wraz Andrzejem Lipskim i Cezarym Miżejewskim przystąpił do Koła Parlamentarnego PPS. W 1997 ponownie został posłem (z 3. miejsca w okręgu warszawskim) z listy SLD, otrzymując 32 913 głosów). Po przekształceniu SLD w jednolitą partię polityczną, odszedł ponownie z jej klubu parlamentarnego, tworząc wraz z senatorami PPS i działaczami Ruchu Ludzi Pracy odrębne koło parlamentarne, które nie dotrwało do końca kadencji. W 1999 sprzeciwiał się interwencji wojsk NATO w Jugosławii. Podczas bombardowań Belgradu wraz z grupą posłów lewicy uczestniczył w wyjeździe do Jugosławii i Macedonii.
W 2000 kandydował w wyborach prezydenckich, w których uzyskał 38 672 głosy (0,22% poparcia) i zajął 10. miejsce wśród 12 kandydatów.
Kandydował także do Sejmu w 2001 z listy PPS, uzyskując w Warszawie 899 głosów. Po porażce wyborczej złożył rezygnację z przewodniczenia PPS, a następnie wystąpił z partii. W 2003 znalazł się wśród inicjatorów powstania Nowej Lewicy, objął funkcję sekretarza ds. organizacyjnych tej partii. W przedterminowych wyborach parlamentarnych w 2007 bez powodzenia startował z 1. miejsca na liście Samoobrony RP w okręgu warszawskim, otrzymując 2635 głosów. W lipcu 2011 jego NL została wyrejestrowana, a w październiku tego samego roku został doradcą Ruchu Palikota. W maju 2014 założył kolejną partię – zarejestrowany cztery miesiące później Ruch Sprawiedliwości Społecznej (w lutym 2023 został on wykreślony z ewidencji). W wyborach w 2015 bez powodzenia kandydował do Sejmu z ramienia Ruchu Społecznego Rzeczypospolitej Polskiej (z którym związał się RSS) jako lider listy warszawskiej tego ugrupowania. W wyborach samorządowych w 2018 był kandydatem KWW Sprawiedliwości Społecznej Piotra Ikonowicza na prezydenta stolicy (otrzymał 7271 głosów, tj. 0,82%) oraz do rady miasta. W wyborach do Parlamentu Europejskiego w 2019 był liderem listy koalicji Lewica Razem w okręgu łódzkim. LR nie osiągnęła progu wyborczego. W marcu 2021 został kandydatem na stanowisko rzecznika praw obywatelskich rekomendowanym przez Lewicę. 15 kwietnia 2021 Sejm odrzucił jego kandydaturę („przeciw” zagłosowało 250 posłów, „za” 80, a 114 wstrzymało się od głosu). W wyborach parlamentarnych w 2023 bezskutecznie startował do Sejmu z ostatniego miejsca listy Nowej Lewicy w okręgu gdyńskim, uzyskując 3146 głosów.

### Postępowania karne
W 2001 prokurator Prokuratury Rejonowej w Grójcu wniósł przeciw niemu do sądu akt oskarżenia, zarzucając mu spowodowanie wypadku samochodowego. W styczniu 2002 Sąd Rejonowy uznał go za winnego popełnienia tego czynu, warunkowo umarzając postępowanie.
W 2008 został w pierwszej instancji skazany na karę roku pozbawienia wolności z warunkowym zawieszeniem jej wykonania na okres trzech lat próby za naruszenie nietykalności cielesnej funkcjonariuszy policji w czasie blokowania eksmisji. Podczas trwania tego procesu, ze względu na niestawiennictwo na rozprawach, został za nim wydany list gończy, na podstawie którego w 2006 został tymczasowo aresztowany. Również w 2008 został skazany na karę 6 miesięcy ograniczenia wolności polegającej na wykonywaniu pracy społecznie użytecznej za naruszenie nietykalności cielesnej właściciela lokalu podczas blokowania eksmisji lokatorów. Piotr Ikonowicz nie odwołał się od wyroku sądu I instancji, a po jego uprawomocnieniu się odmówił wykonania orzeczonej kary, wobec czego sąd orzekł jej zamianę na karę zastępczą 90 dni pozbawienia wolności. W październiku 2013 kilku opozycjonistów z okresu PRL zaapelowało o jego ułaskawienie, w tym samym miesiącu został doprowadzony przez policję do odbycia kary. Po dwóch tygodniach został zwolniony w związku z uiszczeniem kary zastępczej grzywny, na którą była zamieniona pierwotnie orzeczona kara ograniczenia wolności.
Po opublikowanym w 2014 w tekście publicystycznym skierowano przeciwko niemu prywatny akt oskarżenia o znieważenie Bogdana Chazana.

## Odznaczenia
W 2021, za działania na rzecz najbiedniejszych, eksmitowanych i bezdomnych, Piotr Ikonowicz wraz z Agatą Nosal-Ikonowicz zostali odznaczeni przez rzecznika praw obywatelskich Adama Bodnara odznaką honorową „Za Zasługi dla Ochrony Praw Człowieka”.

## Życie prywatne
Jego ojciec Mirosław Ikonowicz, pochodzący z Wileńszczyzny, został korespondentem PAP. Matka Olga Łucek była pochodzenia rosyjskiego i zajmowała się gastronomią. Piotr Ikonowicz jako dziecko przebywał wraz z rodziną przez pięć lat na Kubie. Jest bratem Magdy Gessler, restauratorki i osobowości telewizyjnej.
Jego żoną była dziennikarka Zuzanna Dąbrowska. Później zawarł związek małżeński z Agatą Nosal-Ikonowicz. Ma czworo dzieci: troje biologicznych (Julię, Karola i Karolinę) oraz jedno przybrane (Pawła, syna swojej drugiej żony).
Deklaruje znajomość języków włoskiego, hiszpańskiego, francuskiego, portugalskiego, rosyjskiego, angielskiego, bułgarskiego oraz serbskiego.

## Publikacje
Publikacje zwarte
- Piotr Ikonowicz: Wizja parlamentu w nowej konstytucji Rzeczypospolitej Polskiej. Warszawa: Wydawnictwo Sejmowe, 1995, s. 29. ISBN 83-7059-201-5.
- Piotr Ikonowicz: Pracy i chleba / z liderem PPS rozmawia Stefan Zgliczyński. Warszawa: Książka i Prasa, 2000, s. 83. ISBN 83-88353-25-X.
- Piotr Ikonowicz, Agata Nosal-Ikonowicz: Jak żyć Panie Premierze? Diagnoza kryzysu społecznego w Polsce. Wrocław: Wydawnictwo Indygo Zahir Media, 2012, s. 125. ISBN 978-83-62276-09-7.

Tłumaczenia
- Ernest Mandel: O biurokracji. Piotr Ikonowicz (tłum.). Warszawa: Ośrodek Pracy Politycznej „Sigma”, 1981, s. 49. OCLC 834024196.
- Ernest Mandel: O biurokracji i planowaniu gospodarczym. Piotr Ikonowicz, Małgorzata Kowalska (tłum.). Wrocław: ZW. ZSMP Zarząd Wojewódzki Związku Socjalistycznej Młodzieży Polskiej, 1989, s. 90. OCLC 751297562.